# سفارت کامبوج در مسکو
سفارت کامبوج در مسکو (به لاتین: Embassy of Cambodia) یک سفارت در روسیه است که در Khamovniki District واقع شده‌است.